# Morchellium appendiculatum
Morchellium appendiculatum is een zakpijpensoort uit de familie van de Polyclinidae. De wetenschappelijke naam van de soort is voor het eerst geldig gepubliceerd in 1923 door Michaelsen.